# Durham (Oregón)
Durham es una ciudad ubicada en el condado de Washington en el estado estadounidense de Oregón. En el año 2007 tenía una población de 1,395 habitantes y una densidad poblacional de 1,212.7 personas por km².

## Geografía
Durham se encuentra ubicada en las coordenadas 45°23′40″N 122°45′31″O / 45.39444, -122.75861.

## Demografía
Según la Oficina del Censo en 2000 los ingresos medios por hogar en la localidad eran de $51,806, y los ingresos medios por familia eran $64,531. Los hombres tenían unos ingresos medios de $59,712 frente a los $33,750 para las mujeres. La renta per cápita para la localidad era de $29,099. Alrededor del 10.8% de la población estaban por debajo del umbral de pobreza.